# Miguel Ángel Gamboa
Miguel Ángel Gamboa (Santiago, 21 juni 1951) is een voormalig profvoetballer uit Chili, die gedurende zijn carrière vooral speelde als aanvaller. Hij stapte later het trainersvak in.

## Clubcarrière
Gamboa speelde clubvoetbal in Chili en Mexico, voor achtereenvolgens Audax Italiano, Lota Schwager, Colo-Colo, Tecos de Guadalajara, Club América, Universidad de Chile en Deportivo Neza. Bij die laatste club sloot hij in 1985 zijn loopbaan af.

## Interlandcarrière
Gamboa speelde 18 officiële interlands voor Chili, en scoorde vijf keer voor de nationale ploeg in de periode 1974-1983. Hij maakte zijn debuut in de vriendschappelijke uitwedstrijd tegen Haïti (0-1) op 24 april 1974.
Gamboa nam met Chili deel aan het WK voetbal 1982 in Spanje, waar hij twee duels in actie kwam. Gamboa maakte eveneens deel uit van de Chileense selectie voor de Copa América 1975.